# اورينت دي بي
اورينت دي بي (بالإنجليزية: OrientDB)‏ عبارة قاعدة بيانات مفتوح المصدر ومكتوبه بلغة الجافا.

## وصلات خارجية
- موقع اورينت دي بي